# Stanisław Konarski (wojewoda malborski)
Stanisław Konarski herbu Kolczyk vel Ossoria (zm. 1625) – polski dowódca wojskowy, wojewoda malborski.
Był jednym z czterech synów Feliksa (Szczęsnego), starosty hamersztyńskiego i białoborskiego, i Barbary Żelisławskiej. W młodości był prawdopodobnie ewangelikiem (tak jak jego bracia, z wyjątkiem Dawida) i wraz z całą rodziną skłaniał się ku kulturze niemieckiej. 
Pierwsze szlify wojenne uzyskał walcząc na Węgrzech z Turkami w służbie cesarza Rudolfa II. Latem 1597, już jako dworzanin Zygmunta III, wyruszył wraz z nim na wyprawę do Szwecji (prawdopodobnie był już wówczas katolikiem). Po odjeździe króla dostał się 18 września 1598 do niewoli Karola Sudermańskiego, z której powrócił w styczniu 1600. Ponownie walczył przeciw Szwedom w Inflantach w 1605 jako kapitan gwardii królewskiej, nieco później tytułowany rotmistrzem królewskim. Za wojenne zasługi otrzymał starostwo mitawskie w Semigalii. 
Jeszcze przed wyprawą do Szwecji jego brat Dawid, opat oliwski, wydzierżawił mu w 1597 na 6 lat należące do Oliwy dobra klasztorne Brzuśce, z których Stanisław miał usunąć siłą dotychczasowych posesorów, Uberfeldów. Ponieważ nie obyło się bez rozlewu krwi, doszło do procesu pomiędzy Konarskim a Uberfeldami i ich protektorem ks. Błędowskim, proboszczem żukowskim.
W 1601, dopełniając ślubowania złożonego w szwedzkim więzieniu, ofiarował 200 talarów na fundację szpitala w Oliwie.
W 1605 był posłem na sejm z województwa malborskiego. Zaliczany do stronnictwa regalistycznego, przed 3 czerwca 1606 otrzymał po starszym bracie Michale godność kasztelana gdańskiego. Sejmiki pruskie w Grudziądzu 2 kwietnia 1607 i 9 grudnia 1608 polecały go królowi do dalszych awansów za zasługi wojenne lub do przyznania mu pensji jako odszkodowania za pobyt w szwedzkim więzieniu. Wiosną 1612 Konarski stał na stanowisku, że tylko sejmiki i sejm mogą uchwalić podatki na nową wojnę z Moskwą. Sejm 1615 wydelegował go do Komisji Bydgoskiej, mającej uregulować sprawę zapłaty wojsku biorącemu udział w zdobyciu Smoleńska. Sejm 1616 mianował go członkiem komisji badającej sprawę powrotu do Inflant ludzi skazanych na banicję za zdradę Zygmunta III Wazy podczas wojny ze Szwedami. W 1616 posłował do klasztoru w Oliwie, gdzie na stanowisko opata po śmierci swojego brata Dawida zalecał w imieniu króla wybór Adama Trebnica. 
Starostwo malborskie pozyskał albo w 1613 po śmierci brata Michała, albo już w 1611 za 24 000 zł od Jana Ostroroga. Szlachta wielkopolska w 1615 (instrukcja średzka) prosiła króla, by to starostwo zgodnie z dawną praktyką nadawać wyłącznie Polakom; jednak dla podkreślenia, że nie ma to godzić osobiście w Konarskiego, zalecono go jednocześnie królowi do nagrody. Postulat dotyczący obsady starostwa malborskiego powtórzono jeszcze w 1622.
6 lutego 1618 został mianowany wojewodą malborskim. Podczas wojny z Turcją w 1621 Zygmunt III wyznaczył go na jednego z dowódców posiłków słanych pod Chocim, jednak Konarski z oddziałem 1000 zaciężnych cudzoziemskich dotarł na miejsce dopiero po zawarciu traktatu pokojowego, nie wziął więc udziału w walce.
Zawarł związek małżeński z Lukrecją Sokołowską z Bystrzca. Ponieważ nie miał dzieci, w 1621 otrzymał królewską zgodę na scedowanie starostwa mitawskiego swojemu bratankowi Michałowi. Zmarł w końcu 1625.